# El Ajedrecista

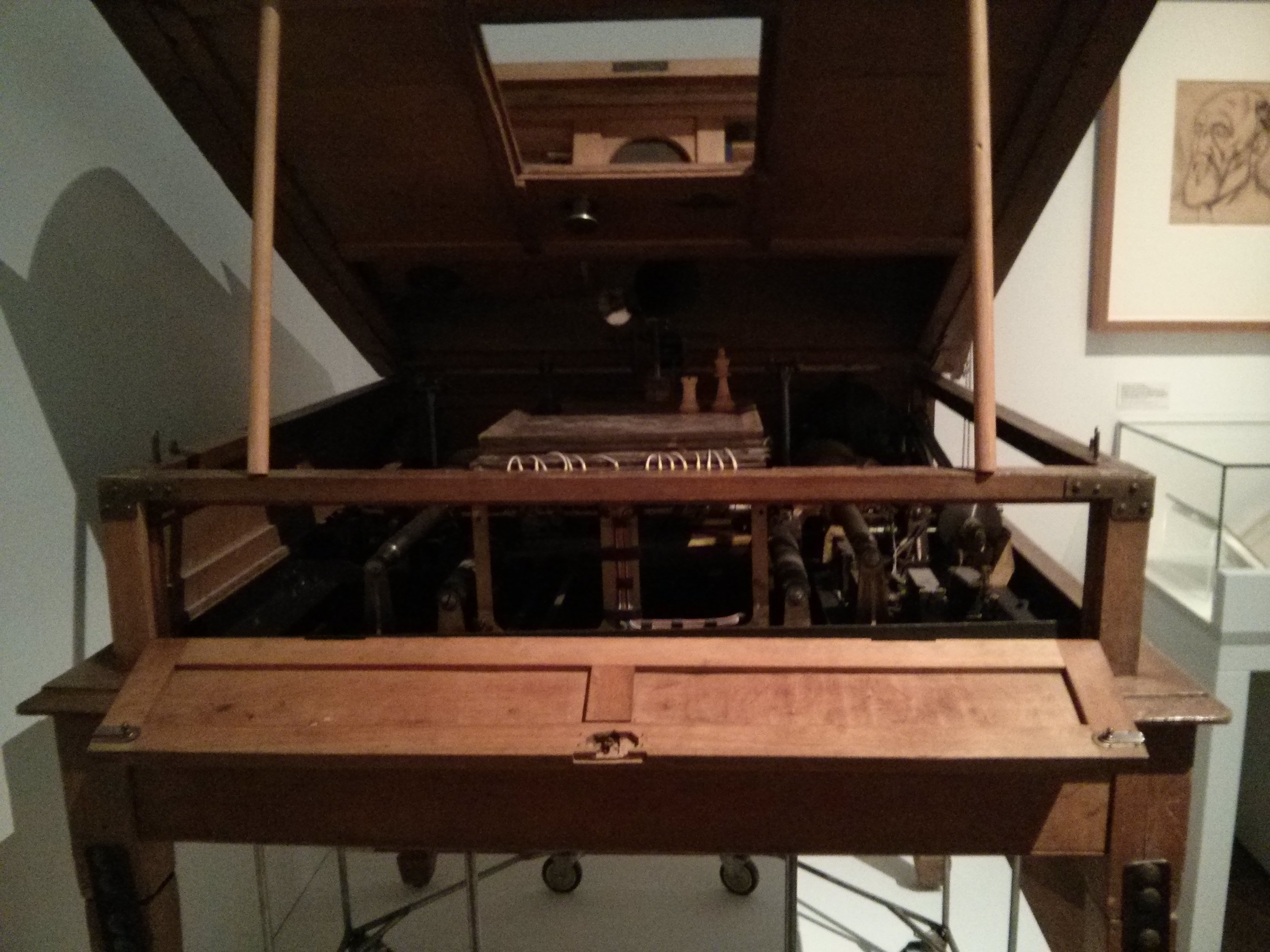
El Ajedrecista, vista frontal.

El Ajedrecista (en català L'escaquista) és un autòmat construït el 1912 per Leonardo Torres Quevedo. El Ajedrecista va fer el seu debut durant la Fira de París de 1914, generant gran expectació en aquells temps i hi va haver una extensa primera menció a la Scientific American com "Torres and His Remarkable Automatic Device" ("Torres i el Seu extraordinari dispositiu automàtic") el 6 de novembre de 1915. Fent servir electroimants sota el tauler d'escacs, jugava automàticament un final de rei i torre contra el Rei d'un oponent humà. No jugava de manera massa precisa i no sempre arribava al mat en el nombre mínim de moviments, a causa de l'algorisme simple que avaluava les posicions. Però sí que aconseguia la victòria en totes les ocasions.
Al contrari que els falsos autòmats El Turc i Ajeeb, que eren dispositius operats per humans ocults, per donar la falsa impressió de ser autòmats, El ajedrecista era capaç de jugar als escacs sense intervenció humana.